# (4269) Bogado
Pour les articles homonymes, voir Bogado.
(4269) Bogado est un astéroïde de la ceinture principale.

## Description
(4269) Bogado est un astéroïde de la ceinture principale. Il fut découvert le 22 mars 1974 à Cerro El Roble par Carlos Torres. Il présente une orbite caractérisée par un demi-grand axe de 2,23 UA, une excentricité de 0,17 et une inclinaison de 3,4° par rapport à l'écliptique.

## Compléments